# 아케노촌
아케노촌(明野村)은 야마나시현 북서부 기타코마군에 놓여졌던 촌이다.
2004년 11월 1일에 아케노 촌을 포함한 기타코마군 7정촌이 합병, 호쿠토시가 되어 자치체는 폐지되었다.